# Аистовые
А́истовые (лат. Ciconiidae) — семейство птиц из отряда голенастых, охватывающее шесть родов и девятнадцать видов.
Семейство аистовых распространено не только в тропиках и субтропиках, но и в умеренных зонах. В Европе гнездятся лишь два вида — белый аист (Ciconia ciconia) и чёрный аист (Ciconia nigra). Два других вида считаются крайне редкими гостями — африканский клювач (Mycteria ibis) и африканский марабу (Leptoptilos crumeniferus).
В основном, аистовые предпочитают жить на открытых пространствах и у водоёмов. Общими признаками семейства являются длинные ноги, длинная гибкая шея, а также длинный, конический клюв. Крылья, как правило, широкие и глубоко расчленённые. Все аистовые являются хорошими летунами, умело использующими термики для экономии энергии в полёте. Многие виды ежегодно совершают далёкие перелёты.
Пищу аистовые подбирают на ходу с земли. Входят в неё, в основном, небольшие грызуны, амфибии, рыбы, некоторые беспозвоночные и пресмыкающиеся. Некоторые виды аистов, например марабу, питаются также падалью.
Большинство видов аистовых — безголосые, единственным производимым ими звуком является стучание клювом. Однако некоторые виды вполне певчие, одним из примеров может послужить чёрный аист.

## Классификация
В составе семейства выделяют шесть родов с 20 видами:
- Род Аисты-разини (Anastomus)
  - Африканский аист-разиня (Anastomus lamelligerus)
  - Индийский аист-разиня (Anastomus oscitans)
- Род Марабу (Leptoptilos)
  - Африканский марабу (Leptoptilos crumeniferus)
  - Яванский марабу (Leptoptilos javanicus)
  - Индийский марабу (Leptoptilos dubius)
- Род Американские клювачи (Mycteria)
  - Американский клювач (Mycteria americana)
  - Африканский клювач (Mycteria ibis)
  - Индийский клювач (Mycteria leucocephala)
  - Серый клювач (Mycteria cinerea)
- Род Ябиру (Jabiru)
  - Бразильский ябиру (Jabiru mycteria)
- Род Седлоклювые ябиру (Ephippiorhynchus)
  - Седлоклювый ябиру (Ephippiorhynchus senegalensis)
  - Азиатский ябиру (Ephippiorhynchus asiaticus)
- Род Ciconia (Аисты)
  - Белобрюхий аист (Ciconia abdimii)
  - Ciconia microscelis
  - Белошейный аист (Ciconia episcopus)
  - Малайский шерстистошейный аист (Ciconia stormi)
  - Чёрный аист (Ciconia nigra)
  - Американский аист (Ciconia maguari)
  - Белый аист (Ciconia ciconia)
  - Черноклювый аист (Ciconia boyciana)